# Danis smaragdus
Danis smaragdus är en fjärilsart som beskrevs av Grose-smith. Danis smaragdus ingår i släktet Danis och familjen juvelvingar. Inga underarter finns listade i Catalogue of Life.